# Transport United
Transport United is een voetbalclub uit Thimphu, Bhutan. De ploeg is opgericht in 2000 en het eerste elftal speelt in de Bhutan Premier League, waarin twee keer de titel werd gewonnen. 
De club werd in 2017 ongeslagen landskampioen en kwalificeerde zich hierdoor voor het eerst in de geschiedenis voor de AFC Cup. In de eerste voorronde werd over twee wedstrijden met 3-0 verloren van de indiase club Bengaluru FC. In 2018 werd de club wederom landskampioen, nadat ze eerder dat seizoen ook de Thimphu League (nu: Bhutan Super League) hadden gewonnen. 
Voordat de National League (= vroegere Naam van de Bhutan Premier League) opgericht werd, speelde Transport United in de A-Divisie, noemt nu: Bhutan Super League, waarin ze viermaal kampioen werden. Toen kwalificeerde de club zich voor de groepsfase van de AFC President's Cup. In 2018 was de A-Divisie een kwalificatietoernooi voor de Bhutan Premier League, waardoor Transport United de competitie in 2018 voor de vijfde keer kon winnen. 

## Gewonnen prijzen
- A-Divisie
  - Winnaar (5): 2004, 2005, 2006, 2007, 2018
- National League
  - Winnaar (2): 2017, 2018

## Bekende (Oud-)spelers
- Wangay Dorji - (2006/2007)

BFF Academy U-19 · Paro FC · Phuentsholing United · Royal Thimphu College FC · Tensung · Thimphu City · Transport United · Tsirang FC